# 40th Anniversary of the Rocket Man
40th Anniversary of the Rocket Man – trasa koncertowa Eltona Johna, która odbyła się na przełomie 2012 i 2013 r. z okazji 40-lecia wydania singla artysty Rocket Man. Artystami supportującymi Eltona byli: 2Cellos, Schmidt i Pnau. Na lipiec 2014 r. przewidziane są koncerty w Niemczech, stanowiące część tej trasy.

## Program koncertów
Poniższa setlista przedstawia program zagrany na pierwszym koncercie trasy. Nie na wszystkich koncertach setlista była taka sama.
1. „The Bitch is Back”
2. „Bennie and the Jets”
3. „Grey Seal”
4. „Levon”
5. „Tiny Dancer”
6. „Believe”
7. „Mona Lisas and Mad Hatters”
8. „Philadelphia Freedom”
9. „Candle in the Wind”
10. „Goodbye Yellow Brick Road”
11. „Rocket Man”
12. „Hey Ahab”
13. „I Guess That's Why They Call It the Blues”
14. „Funeral For A Friend"/"Love Lies Bleeding”
15. „Honky Cat”
16. „Sad Songs”
17. „Sacrifice”
18. „Daniel”
19. „Don't Let the Sun Go Down on Me”
20. „Are You Ready for Love”
21. „I'm Still Standing”
22. „Crocodile Rock”
23. „Saturday's Night Alright for Fighting”
24. „Your Song”
25. „Circle of Life"

## Lista koncertów

### Koncerty w 2012

#### Oceania
1. 10 listopada 2012 – Perth, Australia – Perth Arena
2. 11 listopada 2012 – Perth, Australia – Perth Arena
3. 14 listopada 2012 – Canberra, Australia – Canberra Stadium
4. 15 listopada 2012 – Sydney, Australia – Sydney Entertainment Centre
5. 16 listopada 2012 – Sydney, Australia – Sydney Entertainment Centre (solowy koncert)
6. 18 listopada 2012 – Melbourne, Australia – Rod Laver Arena
7. 20 listopada 2012 – Launceston, Australia – Launceston Silverdome

#### Azja
1. 23 listopada 2012 – Szanghaj, Chiny – Mercedes-Benz Arena
2. 25 listopada 2012 – Pekin, Chiny – MasterCard Center
3. 27 listopada 2012 – Seul, Korea Południowa – Olympic Gymnastics Arena
4. 29 listopada 2012 – Kuala Lumpur, Malezja – Genting Arena of Stars
5. 1 grudnia 2012 – Cotai, Makau – CotaiArena
6. 4 grudnia 2012 – Wan Chai, Hongkong – Hong Kong Convention and Exhibition Centre
7. 6 grudnia 2012 – Kanton, Chiny – Guangzhou International Sports Arena
8. 8 grudnia 2012 – Manila, Filipiny – Smart Araneta Coliseum
9. 10 grudnia 2012 – Tajpej, Tajwan – Nangang Exhibition Hall (solowy koncert)
10. 13 grudnia 2012 – Bangkok, Tajlandia – IMPACT Arena
11. 15 grudnia 2012 – Kallang, Singapur – Singapore Indoor Stadium

### Koncerty w 2013

#### Ameryka Południowa
1. 27 lutego 2013 – São Paulo, Brazylia – Jockey Club de São Paulo
2. 28 lutego 2013 – Valparaíso, Chile – Quinta Vegara Amphitheater (festiwal)
3. 2 marca 2013 – Buenos Aires, Argentyna – Estadio José Amalfitani
4. 4 marca 2013 – Montevideo, Urugwaj – Estadio Gran Parque Central
5. 5 marca 2013 – Porto Alegre, Brazylia – Estádio do São Josè
6. 6 marca 2013 – Asunción, Paragwaj – Yacht y Golf Club Paraguayo
7. 8 marca 2013 – Brasília, Brazylia – Centro de Convençőes Internacional
8. 9 marca 2013 – Belo Horizonte, Brazylia – Mineirão Stadium
9. 10 marca 2013 – Recife, Brazylia – Chevrolet Hall (solowy koncert)

#### USA
1. 16 marca 2013 – Memphis, Tennessee – FedExForum
2. 20 marca 2013 – Macon, Georgia – Macon Centreplex
3. 22 marca 2013 – Montgomery, Alabama – Garrett Coliseum
4. 23 marca 2013 – Chattanooga, Tennessee – McKenzie Arena
5. 28 marca 2013 – Houston, Teksas – Toyota Center
6. 29 marca 2013 – Baton Rouge, Luizjana – Baton Rouge Civic Center
7. 30 marca 2013 – Biloxi, Missisipi – Mississippi Coast Coliseum
8. 3 kwietnia 2013 – Dayton, Ohio – Nutter Center
9. 5 kwietnia 2013 – Nashville, Tennessee – Bridgestone Arena
10. 6 kwietnia 2013 – Winston-Salem, Karolina Północna, USA – Lawrence Joel Veterans Memorial Coliseum

#### Europa
1. 17 czerwca 2013 – Murten, Szwajcaria – Pantschau Murtensee
2. 18 czerwca 2013 – Wiedeń, Austria – Wiener Stadthalle
3. 19 czerwca 2013 – Salzburg, Austria – Salzburgarena
4. 21 czerwca 2013 – Caen, Francja – Zénith de Caen
5. 22 czerwca 2013 – Skive Fjord, Dania – Rosenlund Parken
6. 23 czerwca 2013 – Cork, Irlandia – The Docklands
7. 29 czerwca 2013 – Tallinn, Estonia – Tallin Song Festival Grounds
8. 3 lipca 2013 – St. Malô du Bois, Francja – Poupet Open Air Theatre

## Koncerty odwołane i przeniesione

### Koncerty odwołane
- 18 listopada 2012 – Mackay, Australia – Virgin Australia Stadium (odwołany i przeniesiony do Melbourne)
- 29 listopada 2012 – Pusan, Korea Południowa – Busan Exhibition and Convention Center (odwołany i przeniesiony do Kuala Lumpur)
- 12 marca 2013 – Quito, Ekwador – nieznane planowane miejsce koncertu (odwołany)
- 15 marca 2013 – Birmingham, Anglia – BJCC Arena (odwołany)
- 7 lipca 2013 – Heilbronn, Niemcy – Frankenstadion Heilbronn (odwołany)
- 9 lipca 2013 – Barolo, Włochy – Piazza Colbert (odwołany)
- 12 lipca 2013 – Londyn, Anglia – Barclaycard's British Summer Time Festival (odwołany)
- 13 lipca 2013 – Jekaterynburg, Rosja – Yekaterinburg Sports Palace (odwołany)
- 14 lipca 2013 – Krasnodar, Rosja – Krasnodar Basket-Hall (odwołany)
- 19 lipca 2013 – Carhaix, Francja – Veilles Charrues Festival (odwołany)
- 20 lipca 2013 – Calella, Hiszpania – Festival Jardins de Cap Roig (odwołany)
- 21 lipca 2013 – Ratyzbona, Niemcy – Pałac St. Emmeram (odwołany)
- 23 lipca 2013 – Carcassonne, Francja – Festival de Carcassone (odwołany)
- 24 lipca 2013 – Monte Carlo, Monako – Sporting Monte-Carlo (odwołany)

### Koncerty przeniesione
- 15 czerwca 2013 – Murten, Niemcy – Stars of Sounds Open Air Festival (przeniesiony na 17 czerwca)
- 5 lipca 2013 – Halle, Niemcy – Gerry Weber Stadion (przeniesiony na 6 lipca 2014)
- 11 lipca 2013 – Drezno, Niemcy – Theaterplatz von der Semperorer (przeniesiony na 11 lipca 2014)
- 17 lipca 2013 – Lörrach, Niemcy – Stimmen-Festival (przeniesiony na 23 lipca 2014)